# Hans Breuer (Fotograf)
Hans Breuer (* 25. Dezember 1869 in Sonderburg, heute Dänemark; † 15. September 1961 in Hamburg) war ein deutscher Fotograf. Er gilt als einer der Pioniere der Pressefotografie.

## Leben
Hans Breuer war der Sohn eines Gastwirts. Nach der Lehre 1893–1896 bei dem dänischen Fotografen Ludwig Stöckler in Sønderborg machte er sich 1897 in Hamburg selbständig. Statt, wie das damals üblich war, sich auf die Einrichtung eines Fotoateliers zu konzentrieren, begann er, für den stark wachsenden Markt der illustrierten Zeitungen zu arbeiten. Seine Fotografien der brennenden Ölmühle in Harburg und einem Ausflug des Fürsten Bismarck in Friedrichsruh 1897 begründeten seinen Beruf als Fotoreporter.
Zu seinen Schwerpunkten gehörten Stadtbilder und Prominentenfotografien, etwa von Bismarck und Wilhelm II. Breuer genoss das Vertrauen des Kaisers und fotografierte sein Bett auf der kaiserlichen Jacht Meteor, woraufhin Wilhelm II. zu ihm gesagt haben soll: „Breuer, wenn Sie wieder mein Schlafzimmer photographieren, dann zieh’n Sie vorher die Bettdecke stramm.“ Breuer nannte sich eine Zeitlang Bord- und Gesellschaftsfotograf. Aufträge der Hamburg-Amerika-Linie Hapag führten ihn häufig ins Ausland. Für die Weltausstellung Paris 1900 kaufte er sich eine 13 × 18 Handkamera und nahm damit die für damalige Verhältnisse ungewöhnlich große Menge von 600 Fotos auf. Meistens fotografierte er mit Plattenkameras im Format 18 × 24 oder 24 × 30 cm. 
Nach dem Zweiten Weltkrieg dokumentierte Hans Breuer Zerstörung und Wiederaufbau in der Bundesrepublik. 1959 erhielt er die Große Staatsmedaille der Freien und Hansestadt Hamburg. Ein Großteil von Breuers Fotografien befindet sich im Museum für Kunst und Gewerbe Hamburg.